# Trigona branneri
Trigona branneri är en biart som beskrevs av Cockerell 1912. Trigona branneri ingår i släktet Trigona och familjen långtungebin. Inga underarter finns listade i Catalogue of Life.